# Sekvoj v Kostelní Bříze
Sekvoj v Kostelní Bříze byl památný strom sekvojovec obrovský (Sequoia gigantea) v severozápadní části CHKO Slavkovský les v Kostelní Bříze v okrese Sokolov v Karlovarském kraji. Rostl v prostoru zahradnictví bývalé zámecké zahrady. Přestože nevynikal svoji výškou, jako tisícileté sekvojovce v Národním parku Sequoia v Kalifornii, patřil mezi několik málo exemplářů v Čechách. Mimořádné je ovšem to, že rostl v nadmořské výšce okolo 600 m. O vzácném stromu se dochovaly některé známé skutečnosti. V místní kronice je zaznamenána událost z noci na 21. srpna 1975. Tehdy za velice silné bouřky do stromu uhodil blesk, který sloupl asi 2 metry kůry. Pod ní se ve dřevě stromu objevila stará jizva, která ukázala, že do stejného místa udeřil blesk v minulosti již vícekrát. Exotickému stromu se stala osudnou krutá zima 1978–1979, kdy vzácný velikán umrzl. Koruna stromu sahala do výšky 17 m, obvod nápadně kuželovitého kmene měřil 361 cm.
Strom byl chráněn od roku 1979 do roku 1993, kdy byla jeho právní ochrana zrušena. Nebyl pokácen a suché torzo původního kmene postupně obrostlo břečťanem.

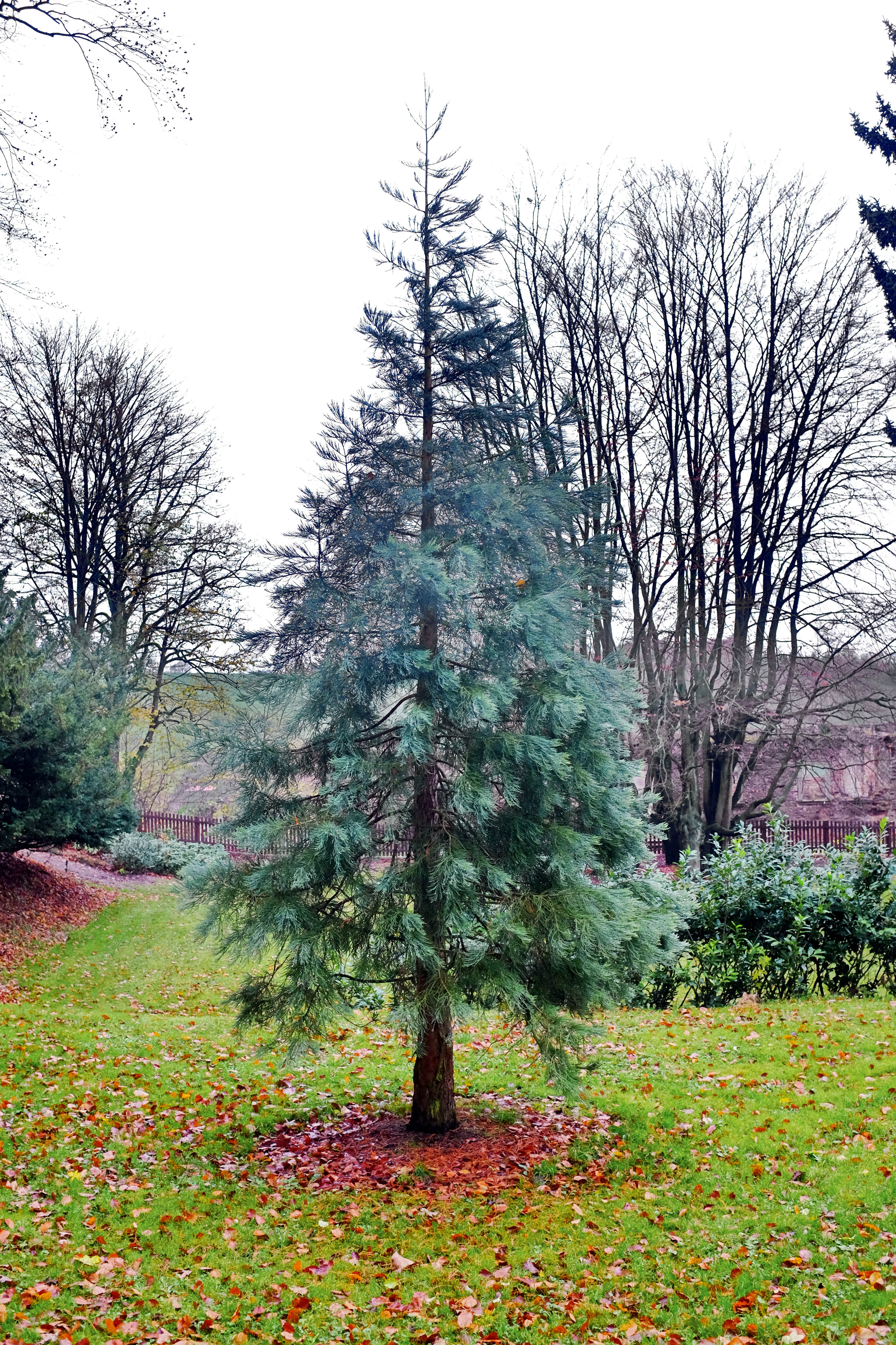
Nový sekvojovec v listopadu 2017

V roce 2009 získala Březová, pod níž Kostelní Bříza spadá, dotaci na revitalizaci zámeckého parku v Kostelní Bříze. Firma, která revitalizaci prováděla, se rozhodla zasadit nedaleko vstupu do parku na dohled od mrtvého stromu jeho nástupce. Do parku byl dovezen ze školky v Německu 4,5 m vysoký nový sekvojovec. Během první zimy ztratil několik spodních větví, ale v dalších se mu už dařilo.

## Stromy vokolí
- Lípy u Vondrů
- Lípa v Kostelní Bříze
- Kleny v Kostelní Bříze
- Javory v Arnoltově
- Lípa v Arnoltově
- Bambasův dub
- Pastýřský buk